# Krasnaja Zarja
Krasnaja Zarja (in russo Красная Заря?) è un villaggio della Russia europea sudoccidentale, situato nell'oblast' di Orël; è il centro amministrativo del rajon Krasnozorenskij.
Si trova nel rialto centrale russo, 130 km a est di Orël.